# Wolfmother (musikalbum)
Wolfmother är den Australiensiska rockgruppen Wolfmothers debutalbum. Albumet gavs först ut i Australien, den 31 oktober 2005, medan den i Europa släpptes nästan ett halvår senare och efter ytterligare några dagar i USA. Wolfmother innehåller hitlåten "Woman".

## Låtlista
Samtliga låtar är skrivna av Wolfmother.
1. "Dimension" - 4:21
2. "White Unicorn" - 5:04
3. "Woman" - 2:56
4. "Where Eagles Have Been" - 5:33
5. "Apple Tree" - 3:30
6. "Joker & The Thief" - 4:40
7. "Colossal" - 5:04
8. "Mind's Eye" - 4:54
9. "Pyramid" - 4:28
10. "Witchcraft" - 3:25
11. "Tales from the Forrest of Gnomes" - 3:39
12. "Love Train" - 3:03
13. "Vagabond" - 3:50

## Medverkande
- Andrew Stockdale – gitarr, sång
- Chris Ross – bas, keyboard, orgel, synth
- Myles Heskett – trummor, slagverk

### Övriga medverkande
- Dan Higgins – flöjt
- Lenny Castro – slagverk
- Dave Sardy – slagverk